# Roscommon (grevskap)
Roscommon (iriska: Contae Ros Comáin) är ett grevskap på Irland. Huvudort är staden Roscommon.
Grevskapet är beläget i centrala Irland. Staden Athlone vid Shannonfloden ligger dels i Roscommon och dels i Westmeath, och är den stad som ligger närmast öns mittpunkt.

## Städer och samhällen
- Athlone
- Ballaghaderreen
- Boyle
- Castlerea
- Roscommon
- Strokestown